# Al-Safa
Al-Safa (en arabe : الصفا), également connu sous le nom de Tulul al-Safa (Tulūl Eṣ-Ṣafā), les « collines d'Al-Safa », est un champ volcanique situé en Syrie, dans la partie nord de l'ensemble volcanique d'Harrat Ash Shamah, au nord-est du massif montagneux du Djébel el-Druze et à l'est du plateau volcanique de Jabal Al-Arab. Il est composé de basalte couvrant une superficie de 220 km2 et contient au moins 38 cônes de scories. Son point culminant s'élève à 889 mètres d'altitude. La région est extrêmement pauvre en eau.
La région a été fréquemment utilisée par les Druzes à travers l'histoire comme un refuge dans les années de guerre. La région entière se trouve actuellement dans le gouvernorat de Soueïda. Seuls les bédouins itinérants le visitent occasionnellement, en plus de quelques archéologues. Des inscriptions safaïtiques ont été d'abord découvertes dans cette région en 1857.